# Corydalis baekunnensis
Corydalis baekunnensis är en vallmoväxtart som beskrevs av Yong No Lee. Corydalis baekunnensis ingår i släktet nunneörter, och familjen vallmoväxter. Inga underarter finns listade i Catalogue of Life.